# كارل كراوس (أستاذ جامعي)
كارل كراوس (بالألمانية: Karl Kraus)‏ هو فيزيائي نظري وفيزيائي ألماني، ولد في 21 مارس 1938 في Vrchlabí ‏ في التشيك، وتوفي في 9 يونيو 1988 في فورتسبورغ في ألمانيا.